# Badminton Savez Srbije
De Badminton Savez Srbije (BASS) (internationaal: Badminton Association of Serbia) is de nationale badmintonbond van Servië.
De huidige president van de Servische bond is Predrag Vukovic, hij is de president van een bond met 300 leden, die verdeeld zijn over 14 verschillende badmintonclubs. De bond is sinds 1995 aangesloten bij de Europese Bond.